# Historia de Astorga
La historia de Astorga es la propia de una ciudad marcada por su situación estratégica.

## Edad Antigua

### Primeras noticias

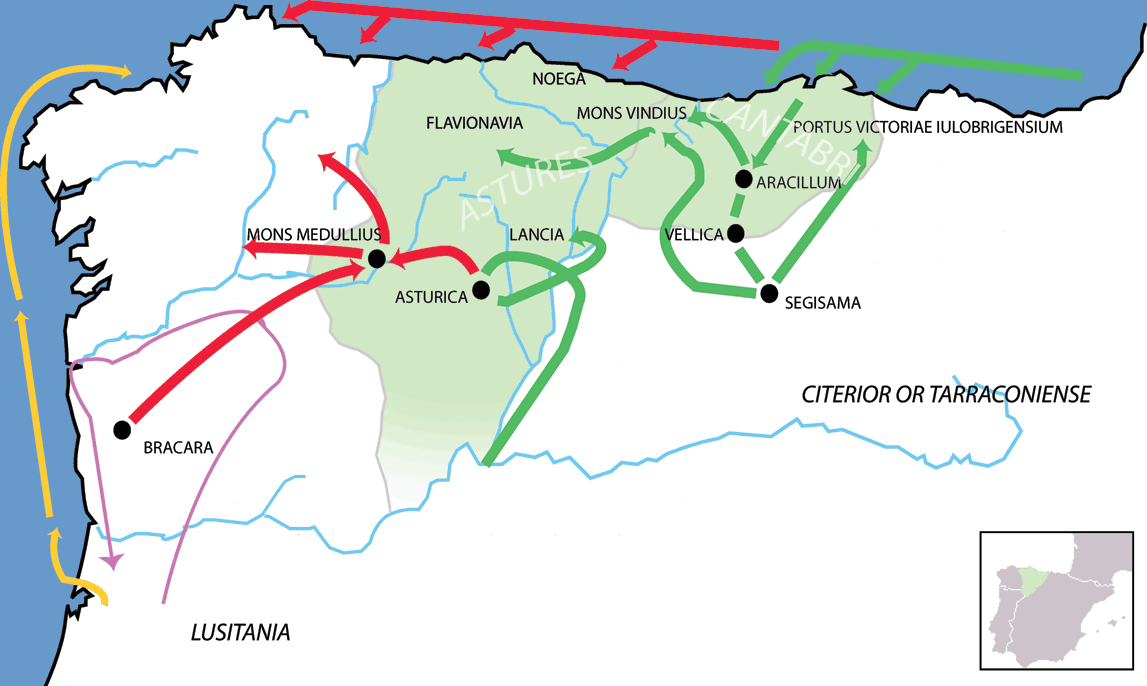
Operaciones militares romanas llevadas a cabo durante las guerras cántabras.
Campaña de 25 a. C.
Campaña de26 a. C.
Campaña de Julio César de 61 a. C.
Campaña de Décimo Junio Bruto de 137 a. C.

La historia de la ciudad se remonta, en teoría, a la época prerromana, pues ya el geógrafo romano Ptolomeo, en el Libro II de su Geografía, se refirió a Asturica como ciudad astur y capital de los amacos. Esto ha dado pie a distintos investigadores a otorgarle un origen indígena. El primero en hacerlo fue Manuel Gómez Moreno en 1905, quien se basó en la posición elevada del lugar. Más adelante, José María Luengo pretendió respaldar ese origen indígena con hallazgos arqueológicos, en concreto con un torque de oro de origen desconocido y depositado en el Museo Arqueológico Nacional, dos fíbulas romanas, y monedas ibéricas procedentes de colecciones particulares.
Sin embargo, las excavaciones arqueológicas que se han realizado en el recinto urbano no han aportado ningún material que pueda corroborar tales orígenes. Por ello no se puede afirmar, de manera científica, que hubo un poblamiento prerromano, a pesar de existir varios castros de la Edad del Hierro en los alrededores de Astorga.

### Época romana

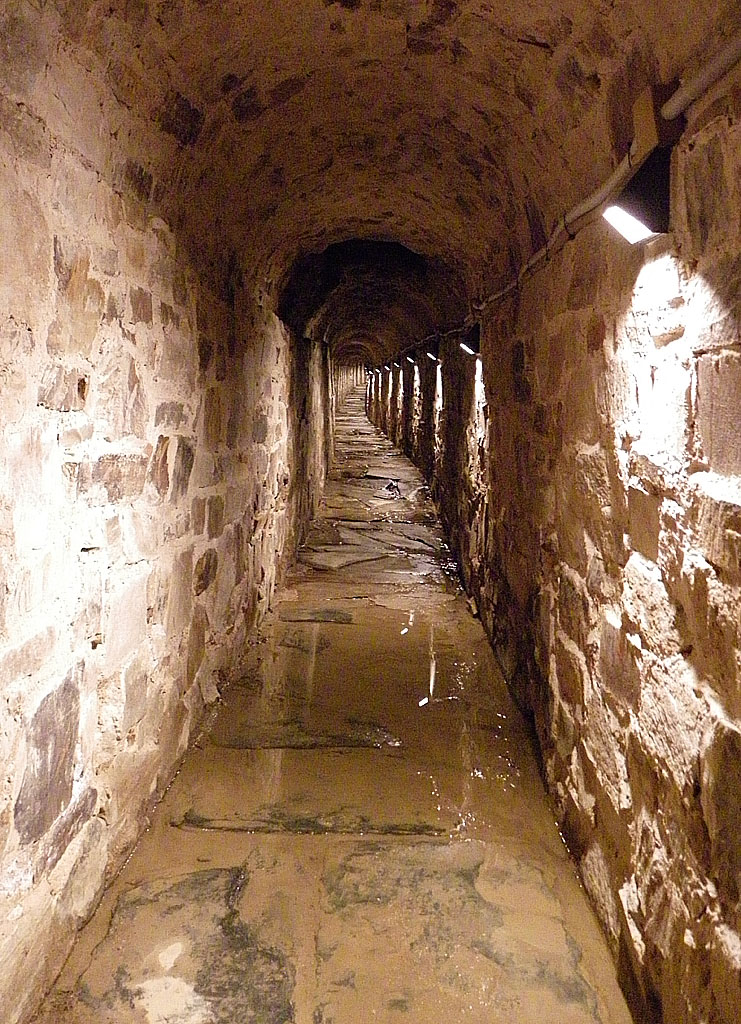
Vista de una de las cloacas de Asturica Augusta.

Su fundación, a partir de los datos obtenidos gracias a la arqueología, está relacionada con la presencia, a raíz de las guerras astur-cántabras, de un destacamento de la Legio X Gemina. Esta, anteriormente o al mismo tiempo que se ocupa el cerro, estaba asentada en el campamento de Petavonium, en Rosinos de Vidriales (Zamora). Dicha presencia está atestiguada tras el hallazgo de dos trincheras o fosos como sistema defensivo, así como varias zanjas de cimentación de posibles estructuras de madera.
Una vez finalizadas las campañas militares de Augusto contra los astures y cántabros, entre 29 a. C. y 19 a. C., se levantó el campamento con el objetivo de organizar y controlar el territorio recientemente conquistado. Tras su pacificación, el campamento se convirtió en ciudad tras la división político-administrativa dictada por el emperador, adquiriendo el asentamiento un carácter civil dentro de la provincia Tarraconense. Esa conversión debió de ocurrir a principios del siglo I, pues ya en 27, el pacto de hospitalidad con los zoelas demuestra que las relaciones de Roma con los indígenas estaban ya estabilizadas.
El primer recinto urbano se delimitó con una muralla y torres circulares, pero en la segunda mitad del siglo I, debido al crecimiento de la ciudad, se elimina esa muralla altoimperial que impedía la construcción de nuevos edificios civiles. Aproximadamente en la transición entre los gobiernos de Claudio y Vespasiano, la ciudad asume la capitalidad del Conventus Iuridicus Asturum, siendo el principal núcleo receptor del oro extraído de las minas próximas como Las Médulas. Este auge hizo que Plinio el Viejo, por aquel entonces procurator de la Hispania Citerior, definiera a la ciudad, en su obra Naturalis Historia, como «urbs magnifica». La ciudad se levantó sobre una superficie de unas 27 hectáreas, organizada mediante un trazado ortogonal y que contaba, entre otros, con una red de alcantarillado, el foro (al cual pertenecía la llamada Ergástula romana de Astorga), un Aedes Augusti o dos conjuntos termales.

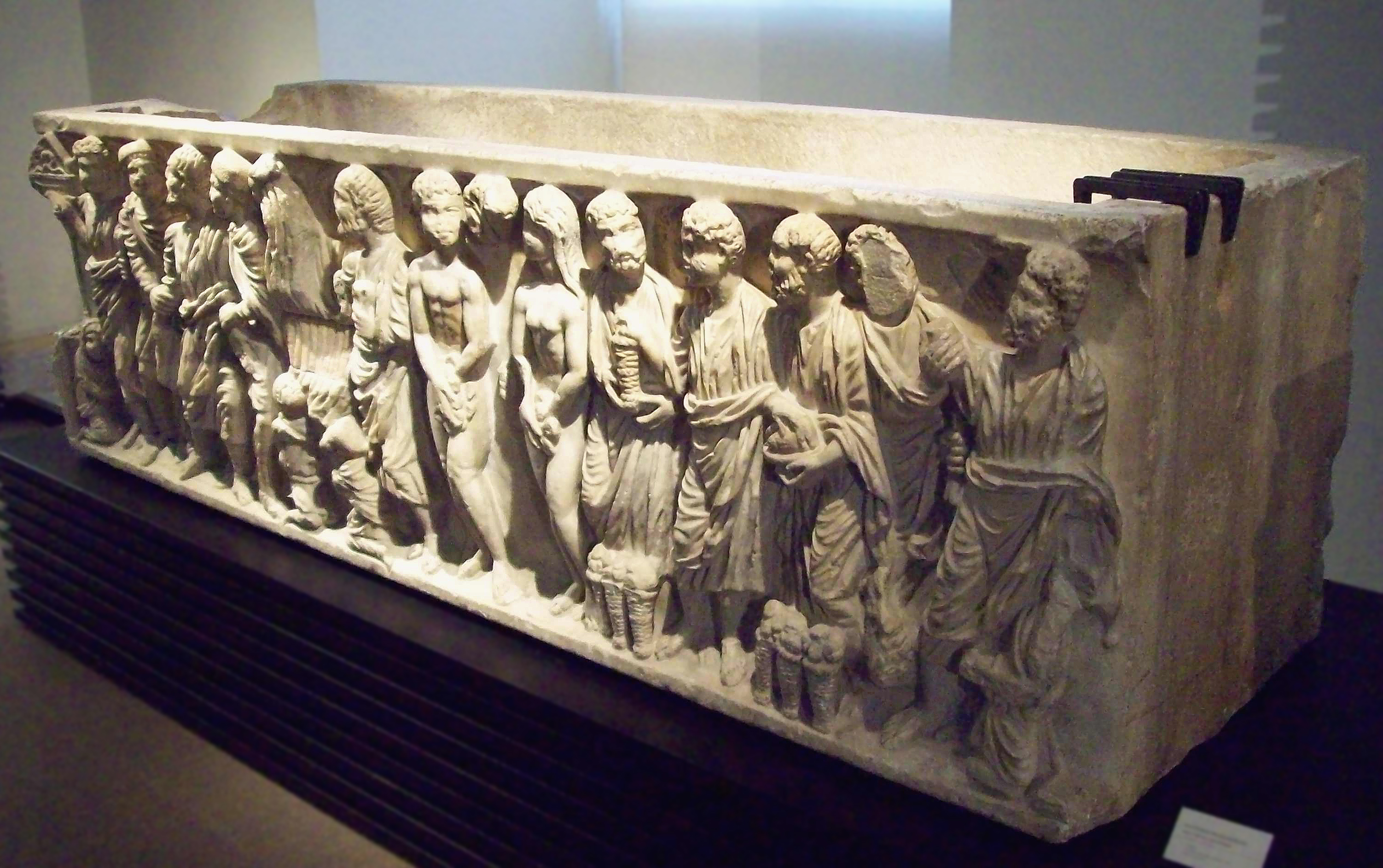
El hallazgo del sarcófago de Astorga atestigua la presencia de una comunidad cristiana entre los siglos y.

Con la reorganización territorial acaecida en el siglo III, la ciudad pasó a formar parte de la provincia Gallaecia, con capital en Bracara Augusta (Braga). Asimismo se construyó una nueva muralla, de dos kilómetros de perímetro, de la cual aún son visibles restos en la llamada Puerta Romana, pero con el fin de las explotaciones mineras de los alrededores, en época de Diocleciano, comenzó la decadencia de la ciudad.
Al margen de la leyenda que atribuye a Santiago Apóstol la predicación por estas tierras y la fundación del obispado, el hallazgo en los alrededores de Astorga de uno de los sarcófagos romano-cristianos más antiguos de la pPenínsula ibérica|península indica la presencia de un movimiento paleocristiano. En los años centrales del siglo III debió establecerse como sede episcopal, siendo Basílides su primer obispo, en torno a 249. Este hecho es mencionado por Cipriano de Cartago, que señala que en 253-254 había establecidas comunidades cristianas en Zaragoza, Mérida, León y Astorga. Todo ello, junto con la presencia en el Concilio de Elvira de 300 del obispo Decencio, confirma la incipiente presencia y organización de una comunidad cristiana en fechas tempranas.
Sin embargo, la implantación del cristianismo se vio amenazada por las invasiones bárbaras y, en lo religioso, por la expansión de las doctrinas priscilianistas y maniqueístas, contra las cuales lucharon más tarde Hidacio o Santo Toribio tras la condena hecha en el concilio de Zaragoza de 380. Tras el ajusticiamiento de Prisciliano en Tréveris en 385, el obispo Simposio se convirtió al catolicismo, al igual que hicieron sus sucesores Dictino y Comasio, en torno a los cuales se había organizado en Astorga un reducto priscilianista en la segunda mitad del siglo IV.

## Edad Media

Tras el fin de la dominación romana, la ciudad pasó a formar parte del reino de los suevos.

### Destrucción y saqueo
Tras producirse las invasiones bárbaras, el establecimiento de los suevos en el territorio de la antigua Gallaecia en torno a 410 hizo que la ciudad sufriera las primeras destrucciones o saqueos por parte del suevo Hermerico. El enfrentamiento de estos con los visigodos, provocado por las correrías de Requiario, hizo que Astorga soportase saqueo por parte de los visigodos en dos ocasiones: en primer lugar por Teodorico II en 459, tras su victoria junto al río Órbigo el 5 de octubre de 456:

Aterrado Teodorico ante los castigos que le amenazaban, sale de Mérida poco después de la Pascua, que fue el día quinto antes de las Calendas de abril (28 de marzo) y regresando a las Galias, envía a los campos de Galicia, con algunos de sus generales, parte de su ejército, compuesto por gentes de varias naciones. Hábiles aquellos en el dolor y el perjurio, y atentos a lo que se les ordenaba, dirígense a Astorga, la cual había sido saqueada ya por las tropas del mismo Teodorico que socolor de cumplir órdenes de los romanos, habían penetrado en ella, y fingiendo arteramente con su acostumbrada perfidia que iban en son de paz, y que la expedición que les estaba confiada tenía por objeto combatir a los suevos que habían quedado, entran en la ciudad e inmediatamente pasan a cuchillo a gran número de habitantes de todas clases y condiciones: destruyen las iglesias, destrozan y derriban los altares, apoderándose de todos los ornamentos y objetos sagrados; hacen cautivos a dos obispos que allí encontraron, a todo el clero, y, lo que es más lamentable aún, a las personas más débiles e inofensivas de uno y otro sexo; incendian las desiertas casas que aún quedaban en la ciudad y llevan la desolación por los campos.
Chronicon, Hidacio.

En segundo lugar por Leovigildo en 569, en su lucha contra los suevos, a pesar de lo cual la ciudad permaneció bajo dominio de estos. Debido a todo ello, Astorga perdió su condición de capital de convento jurídico así como el sistema político y administrativo romano, y el protagonismo recayó, desde ese momento, en la ciudad de León. Sin noticias sobre la ciudad durante varias décadas, en 714, con motivo de la conquista musulmana de la península ibérica, Astorga sufrió saqueo y destrucción por Táriq en su avance hacia el norte. Tras el surgimiento del reino de Asturias, a mediados del siglo VIII el monarca Alfonso I continuó el avance hacia el sur, reconquistó para los cristianos, entre otras, las ciudades de León y Astorga así como Galicia y el norte de Portugal y emprendió campañas de devastación contra los musulmanes:

La osadía de los enemigos fue siempre aplastada por él (Alfonso). Este, en compañía de su hermano Fruela, haciendo avanzar a menudo su ejército, tomó por la guerra muchas ciudades, a saber: Lugo, Tuy, Oporto, Anegia, Braga la metropolitana, Viseo, Chaves, Ledesma, Salamanca, Numancia que ahora se llama Zamora, Ávila, Astorga, León, Simancas, Saldaña, Amaya, Revenga, Carborárica, Abeica, Cenicero, y Alesanco, y los castillos con sus villas y aldeas, matando además a los árabes con la espada, y llevándose consigo a los cristianos a la patria.

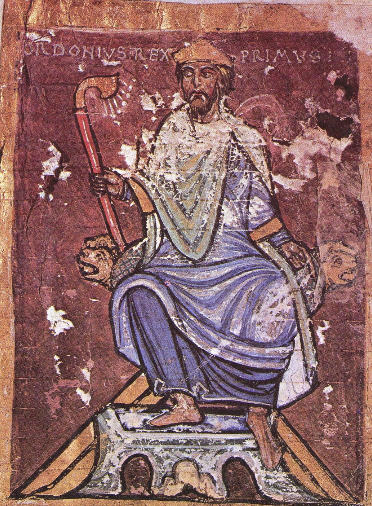
En la segunda mitad del, Ordoño I ordenó la repoblación y reconstrucción de la ciudad.

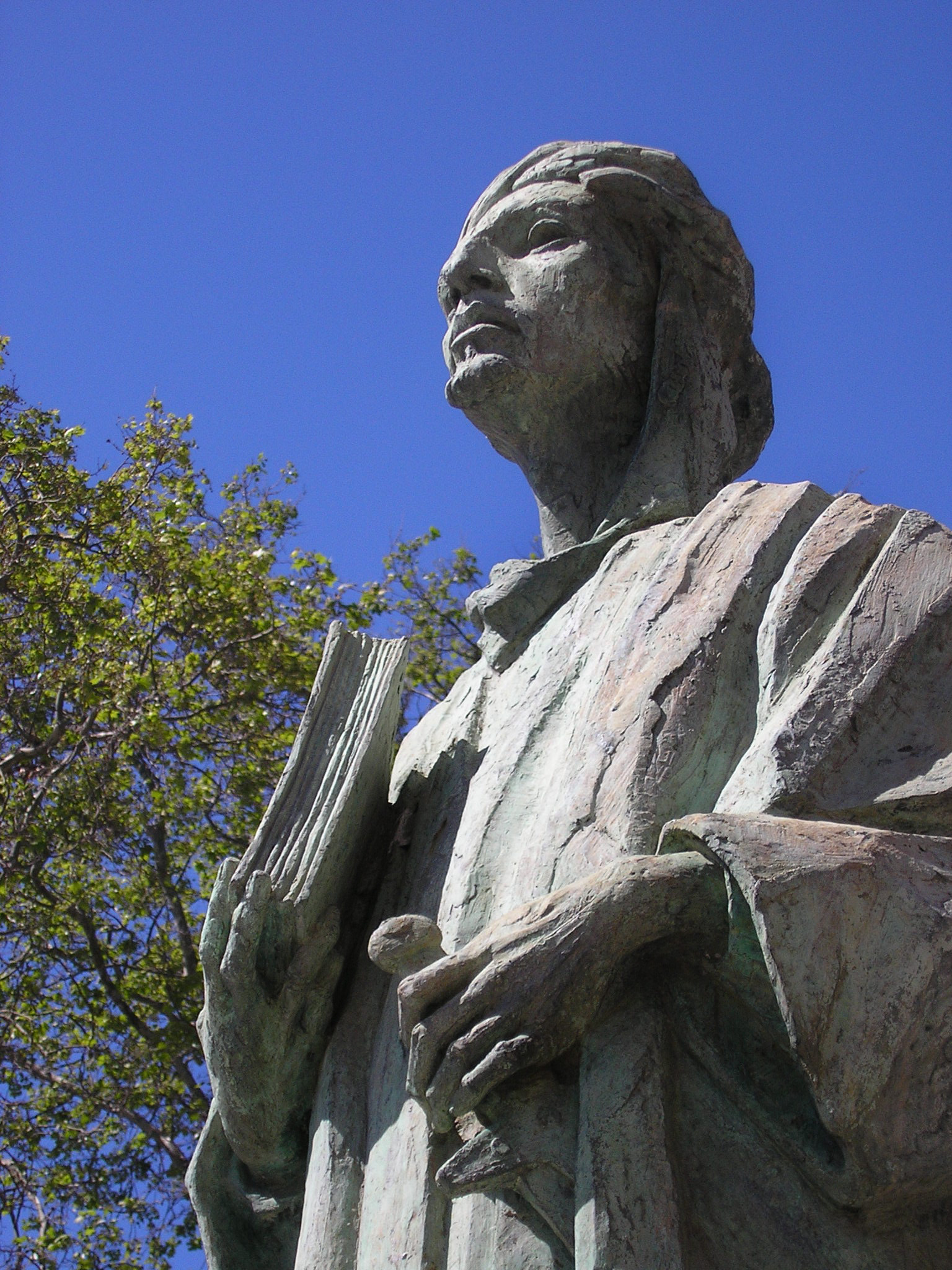
Almanzor asedió y saqueó Astorga en dos ocasiones, en 987 y en 995.

Durante las décadas siguientes no se tienen noticias hasta que en 789 el monarca Alfonso II, que se encontraba en la ciudad, tuvo que huir hacia el norte por la aproximación de un ejército musulmán al mando de Abdemelik, donde fue finalmente alcanzado y derrotado. Sin embargo, desde ese momento los monarcas procuraron rehabilitar las plazas reconquistadas y así Ordoño I, que ascendió al trono en 850, encargó al conde Gatón la repoblación y reconstrucción de Astorga así como de su entorno.
Durante el reinado de Alfonso III, y una vez derrotados los musulmanes en la batalla de Polvoraria, en 896 los hermanos del monarca conspiraron contra él pero fueron encerrados excepto Bermudo el Ciego, que hizo de Astorga el centro de su rebelión y con el apoyo musulmán logró mantenerse durante siete años, hasta que salió al encuentro del monarca en Grajal de Ribera, donde fue derrotado. Años después, los cinco hijos de Alfonso III se sublevaron contra él y el monarca abdicó repartiendo la corona entre ellos; así García, al que le correspondió León, ubicó su corte en Astorga durante cuatro años, hasta su muerte en 914. Tras la misma, Ordoño II trasladó la capital a León, circunstancias que dieron lugar al nacimiento del reino de León.
Tras al ascenso al trono de Bermudo II en 982 surgieron una serie de desavenencias que desembocaron en una guerra civil que duró dos años y favoreció la llegada de Almanzor a León. Así, en 984, la capital sufrió saqueo y destrucción lo que provocó, según Gebhardt, el traslado temporal de la corte a Astorga. Esta última sufrió también, tanto en 987 como en 995, el asedio y saqueo por parte de las tropas musulmanas.
Por entonces la ciudad estaba bajo la forma de gobierno del condado, regido por distintos condes en nombre del rey. Entre los últimos representantes del mismo están Monio Rodríguez, Pedro Froilaz, Fernando Muñiz y Flagino Fernández. En 1034, durante el gobierno de Pedro Froilaz, la ciudad, al igual que sucedió con el resto de León, fue tomada por Sancho Garcés III de Navarra con motivo de las desavenencias con Bermudo III que finalizaron con el fallecimiento de este en 1037 en la batalla de Tamarón.
En 1073, bajo gobierno del conde Diego Ansúrez, se estableció la tenencia como forma de gobierno.

### Tenencia
La figura del tenente apareció durante el reinado de Alfonso VI y uno los más destacados de este periodo fue Nuño Muñiz, hacia 1079, que trasladó las reliquias de San Isidoro de Sevilla a León. En 1085 y 1087 el monarca concedió a la iglesia de Astorga y a sus clérigos una serie de privilegios tanto en propiedades como en inmunidad judicial.
En los primeros años del siglo XII, la ciudad estuvo en manos de la condesa de Portugal que aprovechó las disputas acaecidas entre su hermana Urraca y Alfonso I de Aragón, y en 1143 pasó a ser dominio de su hijo, Alfonso I de Portugal, con lo que se garantizaba la paz con Alfonso VII. Debido a las diferencias con este, durante los siguientes dos años la Tenencia estuvo a cargo de Fernando Pérez Captivo, que delegó en su hermano Pelayo Captivo. En 1145 la Tenencia pasó a manos de García Ramírez de Pamplona, que a su vez delegó en el conde Ramiro Froilaz, hijo de Fruela Díaz y sobrino de Rodrigo Díaz de Vivar. En los años siguientes estuvo bajo el gobierno directo personajes reales como Fernando II de León, Alfonso II de Aragón o Berenguela de Castilla. Después de esta etapa de tenencias reales, le siguió una nueva en la que los tenentes son nombrados a través de apodos; así se citan Álvaro Rodríguez «el Diablo», Fernando Pérez «Tiñoso», Sancho Fernández «Infante» o Ruy Fernández «el Feo», también llamado Rodrigo Fernández de Valduerna, que permaneció en el cargo hasta 1244.

### Señorío

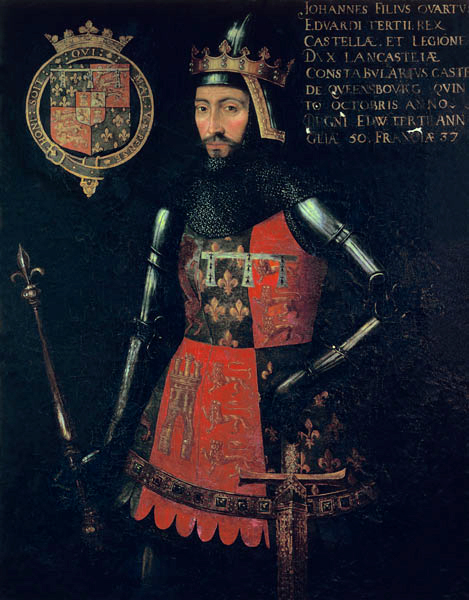
Con motivo de las disputas por el trono, a finales del Astorga estuvo en manos del duque de Lancaster.

Durante el gobierno de Fernando III de Castilla, el modo de administrar los territorios cambió, y así las Tenencias pasaron a ser Señoríos. En el caso de Astorga empezó a nombrarse hacia 1277, con Fernán Pérez Ponce de León. Al año siguiente estaba en manos del infante Juan de Castilla el de Tarifa, hijo de Alfonso X de Castilla, y durante este periodo la ciudad recibió distintas prebendas como la concedida por este de no traer vino de fuera hasta no haberse agotado el propio. Desde 1325 fue señor de Astorga Álvar Núñez Osorio, que fundó el monasterio de Santa Clara, y desde 1345 Alfonso XI de Castilla decidió que el gobierno de la ciudad estuviese en manos de un corregidor y varios regidores. Esto provocó la sustitución del Concejo General, documentado desde 1208, por el Regimiento. Desde 1367 hasta finales de siglo, la ciudad padeció una crisis debida a la peste, las luchas entre Pedro I de Castilla y Enrique II de Castilla, y a la mala situación económica, lo que conllevó un descenso de la población.
Ya en estos años, y seguramente desde tiempo atrás, los comerciantes astorganos mantenían relaciones y tráfico con varias poblaciones de Galicia, lo que pudo ser el origen de la futura arriería. Las relaciones debieron ser tan estrechas que en 1458 se firmó con La Coruña, Santiago de Compostela y Orense una Carta de Hermandad para la mutua protección y defensa, enfocada asimismo a las relaciones comerciales. Fue en esos años cuando comenzó a reconstruirse la muralla entre Puerta Obispo y Puerta de Rey. También en esta segunda mitad de siglo se reconstruyó la fortaleza-palacio, durante el reinado de Enrique IV, tras despojar de ella al duque de Lancaster en cuyas manos estaba desde 1386 con motivo de las disputas por el trono que este mantenía con Juan I de Castilla.

### Marquesado

Escudo del Marquesado de Astorga.

El 16 de julio de 1465, a través de un privilegio dado en Toro, Enrique IV de Castilla concedió a Álvaro Pérez Osorio, conde de Trastámara, señor de Villalobos y de Castroverde, el título de marqués de Astorga, por lo que la ciudad pasó del estado libre a una condición feudataria. La familia de los Osorio, cuyos orígenes se encuentran en Osorio Martínez, en la segunda mitad del siglo XI, experimentó un continuo ascenso y enriquecimiento en los siglos posteriores lo que les llevó a adquirir Grandeza de España en 1520 tras su concesión por Carlos I. El poder del marquesado ejerció una gran influencia en el gobierno de la ciudad y llegó a afectar a aquellas áreas que tenía el Cabildo catedralicio bajo su poder. Entre sus potestades estaba nombrar magistrados, corredigores o escribanos, e intervenía en la redacción de las ordenanzas municipales así como en el uso de los bienes comunales y la defensa de la plaza. En 1488 la ciudad recibió el llamamamiento a las armas que hicieron los Reyes Católicos a caballeros e hidalgos para acudir a la conquista de Granada, con la amenaza de la pérdida de privilegios y libertades que gozasen en caso de no acudir.

## Edad Moderna

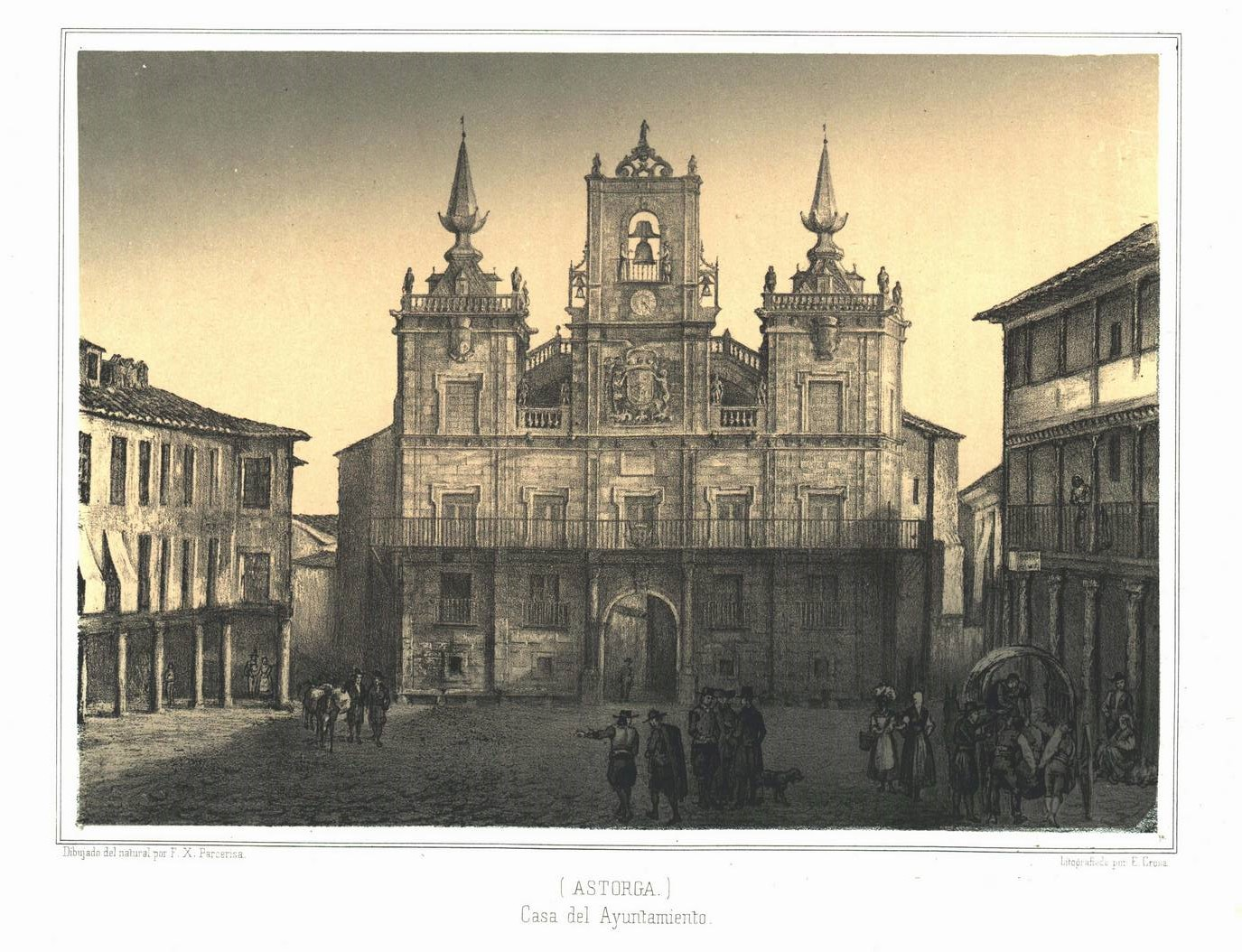
Vista del Ayuntamiento en 1855.

El siglo XVI estuvo protagonizado, en sus primeros años, por la guerra de los Comuneros (1520-1521); Astorga perteneció al bando realista pues el marqués era seguidor del monarca Carlos I. Fue un periodo en el que se crearon numerosas cofradías que socorrían a través de hospitales a pobres y peregrinos, acentuado gracias a ser paso importante del Camino de Santiago; entre ellos estaban los desaparecidos de San Juan de los Prestes, San Roque, Santa Bárbara, San Feliz, Santa Marta, Santo Tomé, Santo Tomás, San Nicolás, Corpus Christi y San Lázaro. Otros, como el de San Martín perteneció al gremio de zapateros, el de San Esteban costeaba los funerales de peregrinos fallecidos o el de Santiago del Alto Paso era de los pelliteros. De toda esta tradición de acogida permanecen en la ciudad el de San Juan Bautista y el de las Cinco Llagas. La influencia religiosa estaba siempre presente, no solo por el dominio moral eclesiástico sino también porque el Cabildo era propietario de amplias propiedades rústicas y urbanas.
En 1615 el Concejo consiguió a perpetuidad, gracias a Felipe III, el oficio y uso del Peso Público, que regulaba las pesas y medidas que se utilizaban en la ciudad. El siglo XVIII comenzó con una población de 380 vecinos del estado llano y 61 hidalgos, el doble que cincuenta años atrás. Fueron años de cierta prosperidad en los que eran habituales los juegos de cañas, las corridas de toros en la plaza Mayor, el juego de bolos -regulado en 1601-, las representaciones teatrales y las funciones sacramentales. También se produjo una relajación de costumbres pues en este periodo aparecen un alto número de hijos sin padre conocido. Entre los siglos XVIII y XIX el territorio de Astorga se vio afectado por la división de la provincia en cantones y jurisdicciones, que fue posteriormente modificada durante la Guerra de la Independencia.

## Edad Contemporánea

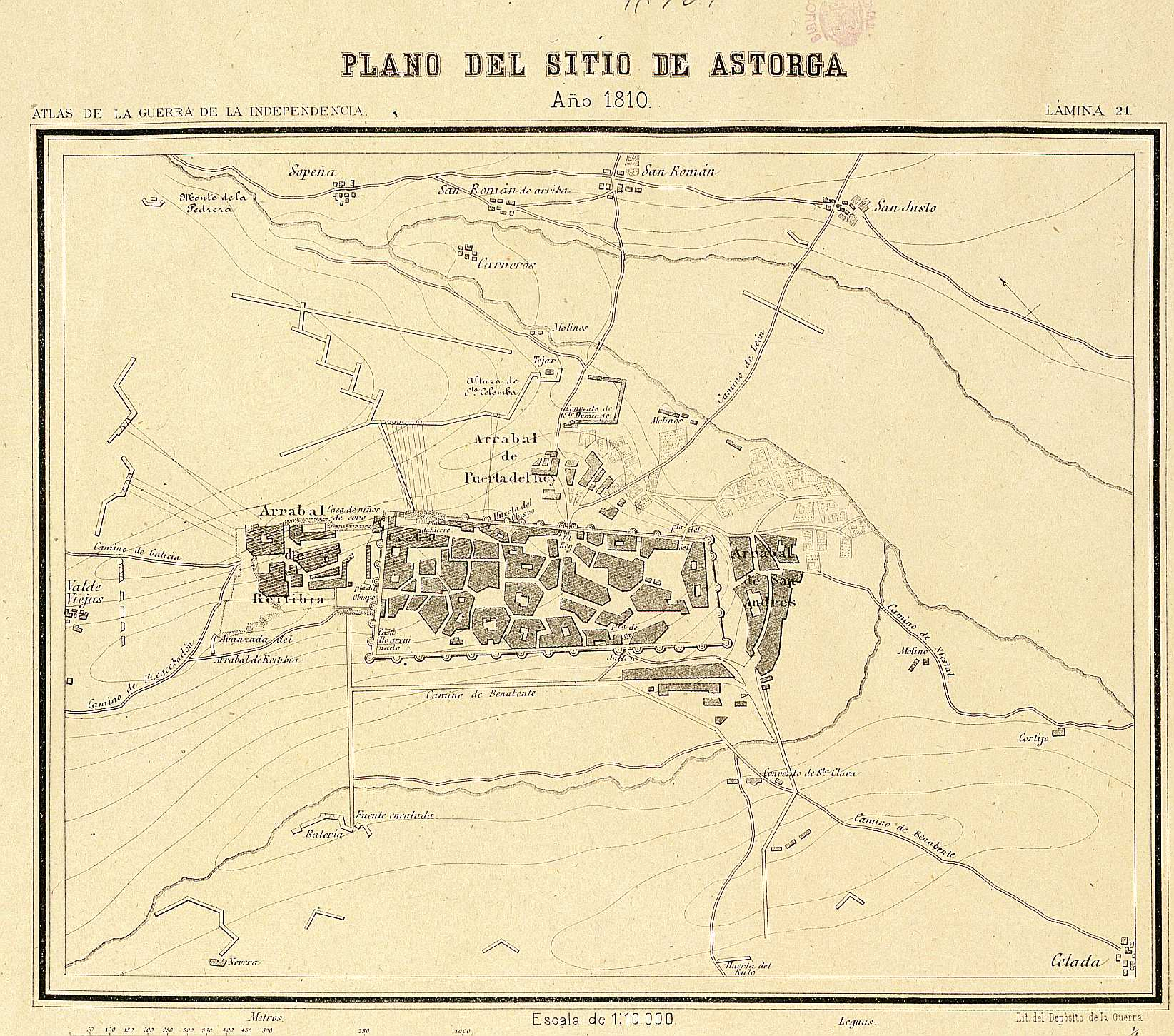
Durante la Guerra de la Independencia, la ciudad sufrió dos asedios por parte del ejército francés. En la imagen, el plano del asedio de 1810.

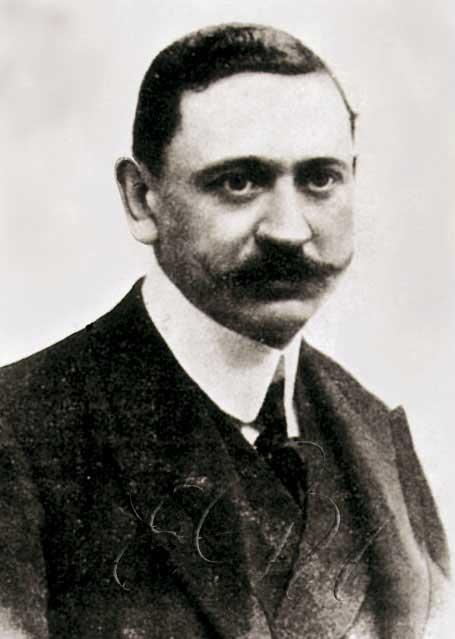
Manuel García Prieto fue presidente del gobierno en varias ocasiones entre 1912 y 1922.

A principios del siglo XIX, el anterior crecimiento de la ciudad se detuvo debido tanto a las epidemias como a las consecuencias de la ocupación francesa. Así, Astorga fue de las primeras ciudades que se levantaron contra los franceses con el amotinamiento de campesinos y jornaleros el 2 de mayo de 1808, y al mes siguiente se formó la Junta de Armamento y Defensa. Asimismo, tropas inglesas del general Moore se alojaron en la ciudad. Sin embargo, a pesar de todo ello, el ejército francés entró en la ciudad el 31 de diciembre de 1808. En los años siguientes la plaza cambió de manos en varias ocasiones; el 27 de julio de 1809 los franceses abandonaron la ciudad pero volvieron a sitiarla el 21 de marzo de 1810. El 22 de abril del mismo año el general José María de Santocildes, después de una lucha heroica, capituló ante el general Junot. Esta nueva ocupación francesa duró hasta el 22 de junio de 1811, cuando fue recuperada de nuevo por Santocildes hasta el día 26 de agosto, en que fue desalojado por el general Dorsenne. Finalmente, y gracias a una estrategia preparada por los generales Castaños y Wellington, los franceses capitularon el 17 de agosto de 1812 después de un asedio que comenzó el 13 de junio.
De todo lo acaecido en esos años, el general Santocildes dejó escrito el Resumen histórico de los ataques, sitio y rendición de Astorga. En la defensa de la ciudad destacaron personajes como el húsar Tiburcio Fernández Maroto, que fue fusilado en Puerta Obispo el 22 de abril de 1810 después de gritar que «si Astorga se rendía, él no». Cargada de cierto heroísmo, la lucha no pasó desapercibida y así, por ejemplo, el general Marbot consideró que Napoleón había perdido «su campaña mundial en España y su campaña española en Astorga». Tras la restitución en el trono de Fernando VII, este abolió la Constitución de 1812 y retornó al absolutismo, algo que fue bien recibido por los sectores eclesiástico, nobiliario y burgués de la ciudad; la influencia del Obispado y Cabildo siguió vigente a lo largo de todo el siglo. Por otro lado, durante el breve gobierno de José I Bonaparte se preveía una nueva organización del territorio, con Astorga a la cabeza del Departamento del Esla. La idea no salió adelante y en 1820, con el inicio del Trienio Liberal, se planteó una nueva división, con Astorga como uno de los once partidos de la provincia, pero en 1823 quedó anulada.
Durante el reinado de Isabel II, y después de la Constitución de 1845, Astorga estuvo representada por el progresista Santiago Alonso Cordero. En el Sexenio Democrático fueron diputados por la ciudad el progresista Adriano Curiel y Castro (1869-1871) y el independiente Fausto Miranda (1871-1872), y durante la I República (1873) fue diputado el republicano Esteban Ochoa Pérez. Con la llegada al trono de Alfonso XII en 1874, se inició el periodo dominado por Cánovas del Castillo; la alternativa al mismo, por Sagasta -que llegó al poder en 1881-, estuvo compuesta por, entre otros, el astorgano Pío Gullón Iglesias. En estos años, la representación en Cortes corrió a cargo de Pío Gullón (1881-1887), Antonio Molleda (1896-1898), Adolfo Rodríguez de Cela (1899-1905) y Manuel García Prieto (1910-1923).

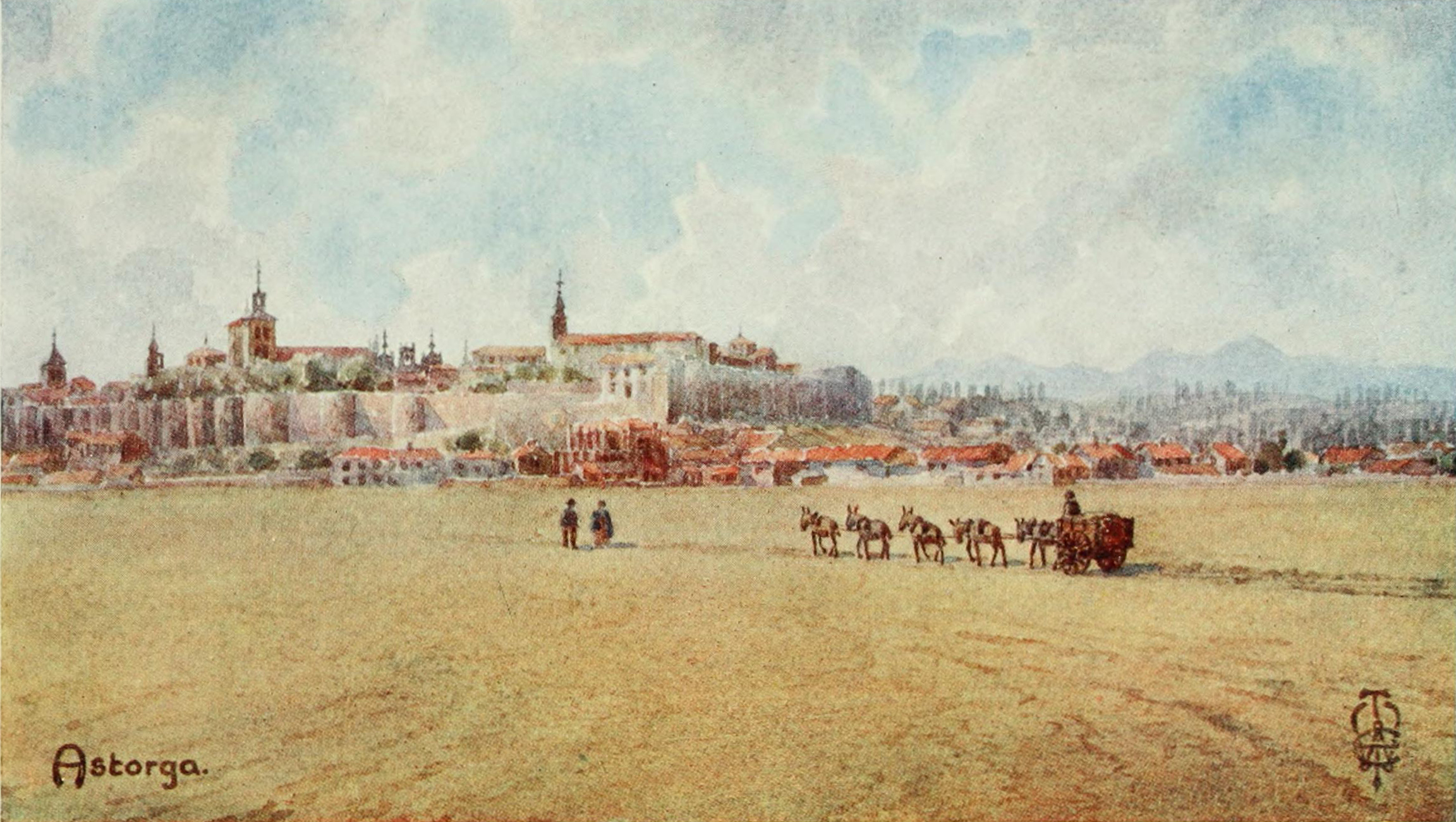
Vista de Astorga desde el sudeste hacia comienzos del.

A principios del siglo XX tuvo lugar en la provincia leonesa un movimiento obrero que tenía a la Junta de Reformas Sociales como foro representativo. Hubo huelgas y tumultos en puntos de la capital y la provincia pero en Astorga no tuvieron repercusión, al igual que la huelga general de 1917, debido al control ejercido por el clero y la burguesía conservadora. El 7 de diciembre de 1922, Manuel García Prieto presidió el último gobierno constitucional antes de que el 13 de septiembre del siguiente año se produjera el golpe militar de Miguel Primo de Rivera. La diócesis de Astorga, en un primer momento expectante, se posicionó a favor de la nueva situación. Con el estallido de la Guerra Civil el 18 de julio de 1936, tras el paso hacia Asturias de las columnas de mineros que inicialmente habían avanzado hacia el sur, el día 20 de julio la Guardia Civil y los militares se hicieron con el control de la ciudad. Se proclamó el estado de guerra y se detuvo a izquierdistas y republicanos; al igual que la mayor parte de la provincia, la ciudad permaneció en territorio sublevado. La Transición y la llegada de la democracia supusieron un nuevo impulso al desarrollo de la ciudad.